# Mysticeti
I Misticeti (Mysticeti Cope, 1891) sono un sottordine di Cetacei, rappresentato dalle balenottere, dalla megattera, dalla caperea, dalla balena grigia e dalle balene propriamente dette.
Le specie viventi del sottordine Mysticeti, cioè dei Cetacei muniti di fanoni, sono piuttosto poche. Il carattere più appariscente di questi grossi Mammiferi è la totale assenza di denti, salvo qualche abbozzo nel feto, sostituiti da una struttura nuova e assolutamente originale: i fanoni. L'insieme dei fanoni costituisce un sistema per filtrare i minuscoli organismi zooplanctonici, il krill, che le balene ingeriscono in grandi quantità.

## Evoluzione
È opinione degli esperti che la culla dei Misticeti sia stato il Sud Pacifico occidentale, dove i fecondi depositi di zooplancton negli strati oligocenici e la presenza di fossili delle prime forme progenitrici suggeriscono una possibile evoluzione del fanone e un adattamento a un'alimentazione imperniata sull'uso di un filtro. Di qui si sarebbe poi avuta un'irradiazione nel Pacifico e nell'Indo-Pacifico lungo linee di elevata produttività nel tardo Cenozoico, anche se si ha motivo di pensare che l'originaria area di distribuzione delle balenottere fosse incentrata nelle acque calde e temperate del Nord Atlantico.

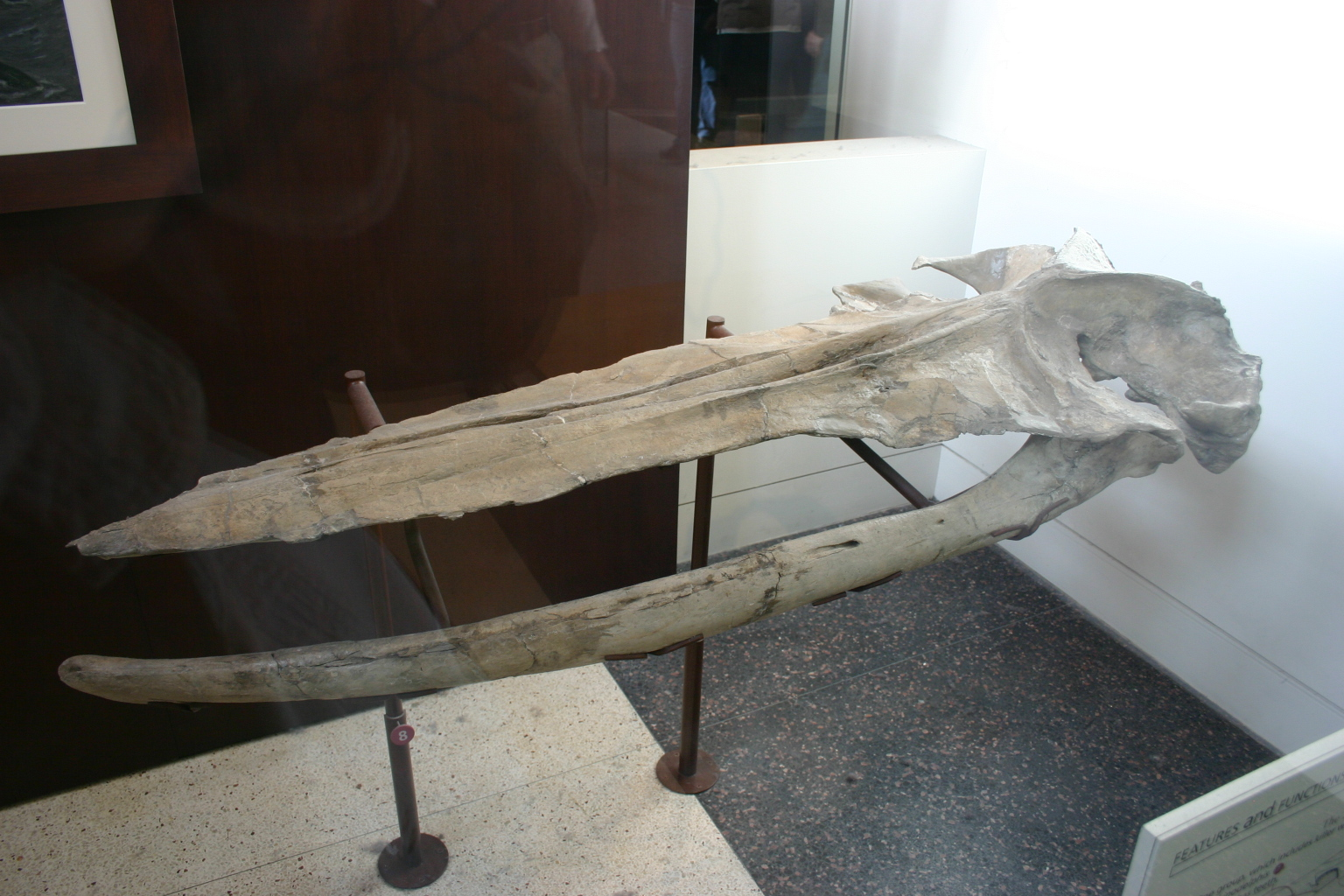
Cranio fossile di Parietobalaena palmeri

Le prime balene comparvero nell'Eocene superiore (circa 37 - 36 milioni di anni fa). Il più antico cetaceo accostato ai misticeti è Mystacodon, dell'Eocene superiore del Perù; di poco posteriore (circa 34 milioni di anni fa) è Llanocetus, i cui resti fossili sono stati ritrovati in Antartide. Le prime balene possedevano denti veri e propri, eredità dei loro antenati, al contrario dei fanoni presenti nelle specie odierne. La specie oligocenica Aetiocetus cotylalveus è considerata un importante passaggio intermedio tra le balene dotate di denti e le balene dotate di fanoni. Questa specie venne scoperta nel 1964 in Oregon. Nei primi anni novanta in Australia vennero recuperati i fossili di Janjucetus hunderi, poi descritti nel 2006; questo animale possedeva denti acuminati e si suppone che cacciasse pesci e calamari, così come prede più grandi (forse squali o altri cetacei). Questi fossili indicano che le antiche balene erano predatori, e solo dopo milioni di anni si evolsero in specie prive di denti acuminati simili a quelle che oggi conosciamo.
Uno studio più recente (Deméré et al., 2008) ha identificato fori palatali (impronte di vasi sanguigni nelle ossa, che collegano i fanoni alle mascelle) nel palato di un misticeto dentato, Aetiocetus weltoni. Gli scienziati ritengono che questa antica balena possedeva sia fanoni che denti, ed è un esempio di ruolo adattativo intermedio tra i misticeti primitivi (e dentati) e i più evoluti misticeti senza denti. Un altro animale dotato di denti e fanoni è Mammalodon del Miocene.
Le prime balene dotate esclusivamente di fanoni apparvero nell'Oligocene superiore (come Eomysticetus e Micromysticetus). Probabilmente queste balene non potevano ancora utilizzare l'ecolocazione, poiché in nessun fossile di questi animali è stata rinvenuta alcuna prova, conservata nei crani e nella regione dell'orecchio, che mostri gli adattamenti associati all'ecolocazione (presenti invece nelle forme attuali).
Tra l'Oligocene e il Miocene i misticeti andarono incontro a una notevole radiazione evolutiva, e si separarono in due rami principali: da una parte un clado comprendente le balenottere (Balaenopteridae), dal corpo più slanciato, e dall'altra un gruppo in cui sono presenti anche le vere balene (Balaenidae), dalla testa enorme e rigonfia. Nel corso del Pliocene le balene continuarono ad accrescere le loro specializzazioni. Tra i generi più importanti di questo periodo evolutivo si segnalano le balenottere primitive Archaebalaenoptera ed Eobalaenoptera, la "minuscola" balena Balaenella, il primitivo Titanocetus rinvenuto a San Marino e l'antica balena grigia Eschrichtioides.
La famiglia dei cetoteriidi (Cetotheriidae), in passato ritenuta ancestrale a tutti i misticeti, è attualmente considerata più vicina alle balenottere che non alle vere e proprie balene.

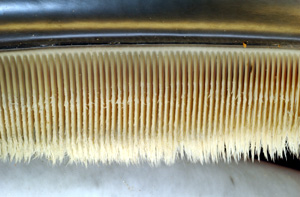
Fanoni

## Descrizione
La balena grigia, unico membro della famiglia Eschrichtiidae, è confinata al Pacifico settentrionale. La contraddistinguono un rostro delicatamente arcuato piuttosto ristretto, due (di rado quattro) corti solchi golari e l'assenza di pinna dorsale.
Le snelle, idrodinamiche balenottere, appartenenti alla famiglia Balaenopteridae (che annovera anche la megattera), evidenziano una serie di pieghe golari che si espandono all'ingestione di acqua satura di plancton e successivamente si contraggono forzando l'acqua contro i fanoni. In questo modo il plancton rimane imprigionato nel fitto reticolo fibroso che forma i bordi interni sfrangiati dei fanoni.
La megattera si distingue dalle altre balenottere per la corporatura piuttosto massiccia, i solchi golari minori di numero e più grossolani, e una coppia di robuste natatoie molto lunghe. La testa, la mandibola e il margine delle pinne pettorali sono ricoperti di nodosità irregolari dentellate e seghettate alla linea d'inserzione. Le balenottere, a eccezione di quella tropicale di Bryde, frequentano gli oceani di tutto il mondo; la megattera ha un ristretto areale artico; la balena franca si rinviene soltanto nel Nord Atlantico; la balena pigmea abita i mari australi.
Due delle tre specie che compongono la famiglia Balaenidae, la balena franca e la balena boreale, hanno testa molto più voluminosa, sino a un terzo della lunghezza totale del corpo, rostro lungo e stretto con la parte superiore vistosamente arcuata a differenza delle ossa della mandibola. Rimane così uno spazio riempito dalle immense labbra inferiori che spuntano dalla mandibola e recingono gli affusolati fanoni appesi ai bordi del rostro. Soltanto la balena pigmea possiede una pinna dorsale, mentre in tutte e tre le specie le sette vertebre cervicali sono fuse in un unico blocco.

## Classificazione tassonomica
- ORDINE Cetacea
  - Sottordine Mysticeti
- Template:Balena comune balena mediterranea** Famiglia Balaenidae
  -     -       - Genere Balaena
        - Balena della Groenlandia, Balaena mysticetus

      - Genere Eubalaena
        - Balena franca nordatlantica, Eubalaena glacialis
        - Balena franca nordpacifica, Eubalaena japonica
        - Balena franca australe, Eubalaena australis

    - Famiglia Balaenopteridae
      - Sottofamiglia Balaenopterinae
        - Genere Balaenoptera
          - Balenottera comune, Balaenoptera physalus
          - Balenottera boreale, Balaenoptera borealis
          - Balenottera di Bryde (balenottera di Eden), Balaenoptera edeni
          - Balenottera azzurra, Balaenoptera musculus
          - Balenottera minore boreale, Balaenoptera acutorostrata
          - Balenottera minore australe (balenottera minore antartica), Balaenoptera bonaerensis
          - Balenottera di Omura, scoperta nel novembre 2003
          - Balenottera di Rice, Balaenoptera ricei

      - Sottofamiglia Megapterinae
        - Genere Megaptera
          - Megattera, Megaptera novaeangliae

    - Famiglia Eschrichtiidae
      - Genere Eschrichtius
        - Balena grigia, Eschrichtius robustus

    - Famiglia Neobalaenidae
      - Genere Caperea
        - Caperea, Caperea marginata

## Classificazione tassonomica delle forme estinte
Il simbolo "†" denota generi e famiglie estinti.
Sottordine Mysticeti: Balene
- Famiglia †Aetiocetidae
  - † Aetiocetus
  - † Ashorocetus
  - † Chonecetus
  - † Morawanocetus
  - † Willungacetus
- Famiglia †Aglaocetidae
  - † Aglaocetus
  - † Isanacetus
  - † Pinocetus
- Famiglia Balaenidae: Balene franche e balena comune
  - †Balaenella
  - †Balaenotus
  - †Balaenula
  - †Eucetites
  - †Morenocetus
  - Balaena
  - Eubalaena
- Famiglia Balaenopteridae: Balenottere e megattera
  - †Archaebalaenoptera
  - †Cetotheriophanes
  - †Diunatans
  - †Mauicetus
  - †Notiocetus
  - †Parabalaenoptera
  - †Plesiobalaenoptera
  - †Praemegaptera
  - †Protororqualus
  - Balaenoptera
  - Megaptera
- †Famiglia Cetotheriidae
  - †Cephalotropis
  - †Cetotherium
  - †Herpetocetus
  - †Hibacetus
  - †Joumocetus
  - †Metopocetus
  - †Mixocetus
  - †Nannocetus
  - †Palaeobalaena
  - †Piscobalaena
  - †Plesiocetopsis
  - †Titanocetus
- †Famiglia Cetotheriopsidae
  - †Cetotheriopsis
  - †Micromysticetus
- †Famiglia Diorocetidae
  - †Amphicetus
  - †Diorocetus
  - †Plesiocetus ?
  - †Thinocetus
  - †Uranocetus
- †Famiglia Eomysticetidae
  - †Eomysticetus
  - †Tohoraata
  - †Yamatocetus
- Famiglia Eschrichtiidae
  - †Archaeschrichtius
  - †Eschrichtioides
  - †Gricetoides
  - †Megapteropsis
  - Eschrichtius: Balena grigia
- †Famiglia Llanocetidae
  - †Llanocetus
  - †Mystacodon ?
- †Famiglia Mammalodontidae
  - †Janjucetus
  - †Mammalodon
- Famiglia Neobalaenidae: Balena franca pigmea
  - Caperea
- †Famiglia Pelocetidae
  - †Cophocetus
  - †Halicetus
  - †Parietobalaena
  - †Pelocetus
  - †Eobalaenoptera
- Famiglia incertae sedis
  - †Amphitera
  - †Burtinopsis
  - †Idiocetus
  - †Imerocetus
  - †Isocetus
  - †Mesocetus
  - †Mioceta
  - †Otradnocetus
  - †Peripolocetus
  - †Piscocetus
  - †Siphonocetus
  - †Tiphyocetus
  - †Tretulias
  - †Ulias